# جون سكوت (متسابق يخت)
جون سكوت (بالإنجليزية: John Scott)‏ هو متسابق يخت أسترالي، ولد في 1934.

## وصلات خارجية
- جون سكوت على موقع أوليمبيديا (الإنجليزية)
- جون سكوت على موقع اللجنة الأولمبية الأسترالية (الإنجليزية)